# Julie Mutesasira
Julie Birungi, también conocida como Julie Naluggya o Julie Mutesasira ( 27 de febrero de 1978), es una cantante y música de góspel ugandés-canadiense conocida en Uganda y en toda África Oriental.

## Trayectoria
Sus padres eran Rose Lutwama y Henry Ssebatta. Julie se casó con el pastor Steven Mutesaira de la Iglesia Evangelística Redimidos del Señor, de la ciudad de Kampala. Tuvieron tres hijos, dos de los cuales, Esther y Ezekiel, fueron los ganadores del concurso East Africa's Got Talent en 2019. La pareja se divorció en 2016 y ella se mudó a Canadá. En 2020 reveló públicamente que era lesbiana y ese mismo año se casó con Jean.
Grabó su primer sencillo titulado Nakwagala en 2004.

## Reconocimientos
Recibió el premio a la mejor canción gospel femenina por su canción Saba en 2014 y el premio a la Mejor Canción Religiosa por su canción List Ya Mukama en 2015. Fue nominada a Mejor Canción Religiosa por su canción Kijja Kugwa en 2016  en los Premios de Música HiPipo. Ganó el premio a la Canciosdel año en los Olive Gospel Music Awards en 2012, el premio a la Artista femenina del año en los VIGA Awards en 2016, Premio Diva Collabo para Yani, una colaboración con Iryn Namubiru. en los Premios DIVA 2011.